# Jack Conroy
John Wesley Conroy (5 de dezembro de 1899 - 28 de fevereiro de 1990) foi um escritor norte-americano de esquerda, também conhecido como Escritor-Operário, mais conhecido por suas contribuições à “literatura proletária”, ficção e não-ficção sobre o vida dos trabalhadores americanos durante as primeiras décadas do século XX.